# Ophiostoma penicillatum
Ophiostoma penicillatum är en svampart som först beskrevs av Grosmann, och fick sitt nu gällande namn av Siemaszko 1939. Ophiostoma penicillatum ingår i släktet Ophiostoma och familjen Ophiostomataceae.  Arten är reproducerande i Sverige. Inga underarter finns listade i Catalogue of Life.